# Carlo Levi
Carlo Levi (ur. 29 listopada 1902 w Turynie, zm. 4 stycznia 1975 w Rzymie) – włoski pisarz i malarz pochodzenia żydowskiego, z wykształcenia lekarz. 
Jako malarz inspirował się francuskim impresjonizmem. Kilkakrotnie więziony za działalność antyfaszystowską, został skazany na przymusowy pobyt w Lukanii, na południu Włoch.
Lata spędzone na zesłaniu zainspirowały go do stworzenia swego najsłynniejszego dzieła: powieści Cristo si è fermato a Eboli (1945). Opowiada ona o wrastaniu zesłańca z północy Włoch w społeczeństwo wioski Gagliano, ludzi niemal nie tkniętych przez nowoczesną cywilizację, których życiem kierują prastare przesądy i zasady. Powieść została sfilmowana pod tym samym tytułem w 1979 roku przez Francesco Rosiego. W roli głównej wystąpił Gian Maria Volonté.

## Dzieła
- 1945 Cristo si è fermato a Eboli (Chrystus zatrzymał się w Eboli, przeł. Alfred Gontyna, Warszawa, KiW, 1949)
- 1946 Paura della libertà
- 1950 L' orologio
- 1955 Le parole sono pietre (Słowa są jak kamienie, przeł. Zdana Matuszewicz, Warszawa, Czytelnik, 1958)